# The Script
The Script é uma banda de rock alternativo de Dublin, Irlanda. É composta por Danny O'Donoghue, Mark Sheehan e Glen Power. Atualmente vivem em Londres, depois de assinar contrato com a gravadora RCA Label Group Phonogenic.

## História

### Início
Danny O'Donoghue e Mark Sheehan se conheceram quando estavam em seus vinte e tantos anos em um clube na zona da Michael Street, na cidade de Dublin, perto da fábrica da Guinness, tendo um gosto em comum pela música e, principalmente, um amor pela "swing music" americana. "Naquela época, a MTV só ia ao ar em Dublin depois da meia-noite, era o canal distorcido, e pra a minha geração a cultura negra era apenas uma onda através de todos nós", explica Mark. "Não era sobre gangues e sorvete, era moda ficar louco, cantar e dançar, muitas vezes pelado!"
Começando uma parceria muito produtiva, o talento de O'Donoghue e Sheehan foi reconhecido cedo e, para surpresa deles mesmos, foram convidados pro Canadá para colaborar com alguns dos seus heróis de produção, incluindo lendas do R & B moderno como Dallas Austin, Montell Jordan e Teddy Riley. Eles moraram nos Estados Unidos por muitos anos, mas voltaram para Dublin, onde eles recrutaram Glen para a nova banda. Glen Power vinha realizando trabalhos desde os quinze anos de idade, utilizando o dinheiro para trabalhar em um projeto solo em sua casa. Mas ele deixou os planos de lado quando sua colaboração com Mark e Danny produziu três canções em uma semana. "Eu nunca tinha tido a chance de me expressar com tanta liberdade com qualquer outra banda". A banda assinou contrato com a Syco na Primavera de 2007, e lançou um EP no Last.fm. Influências da banda incluem um grupo diversificado de artistas como o U2, The Police, The Neptunes, Timbaland e Van Morrison, que contribuem para o seu som distinto.

### 2008–10:The Script
The Script tocou "We Cry" pela primeira vez no premiado vídeo da BalconyTV em Dublin, 13 de setembro de 2007. A banda diz que BalconyTV foi "a primeira aparição em TV que eles fizeram", quando ganharam o prêmio de Melhor Banda no DanishTV Music Video Awards 2009 no Clube Pepper Dublin em 20 de junho de 2008. Na premiação a banda disse que o prêmio foi "o primeiro". The Script lançou seu primeiro single "We Cry", em 14 de abril de 2008. A canção recebeu o prêmio de "Single of the Day" na RTÉ 2FM, Today FM e por Jo Whiley na BBC Radio 1, onde muitos apresentadores da rádio apoiaram a banda. O single chegou ao número 15 no Singles Chart do Reino Unido, o que deu à banda seu primeiro top 20. A faixa também se apresentou bem no Singles Chart da Irlanda, atingindo o número 9 e dando à banda seu primeiro top 10. The Script também apresentou "We Cry" em uma das séries de tv da CW, 90210.
O segundo single da banda, "The Man Who Can't Be Moved", foi lançado em 25 de julho de 2008. O single foi um sucesso, alcançando altas posições nas paradas do Reino Unido, Irlanda e Dinamarca. A banda lançou seu primeiro álbum, intitulado The Script, em 11 de agosto de 2008. Depois do sucesso de "The Man Who Can't Be Moved", o disco entrou no topo das vendas na Inglaterra, com vendas de 20.240 exemplares, onde permaneceu nos mais vendidos por onze semanas. O álbum ficou três semanas no top ten e foi o décimo oitavo álbum mais bem sucedidos no Reino Unido em 2008. O CD também entrou em primeiro lugar na Espanha, mantendo-se no topo por cinco semanas. O escritório irlandês da Sony BMG Music presenteou o grupo com seu primeiro disco multi-prêmio platina por mais de 600 mil vendas de seu álbum de estréia.

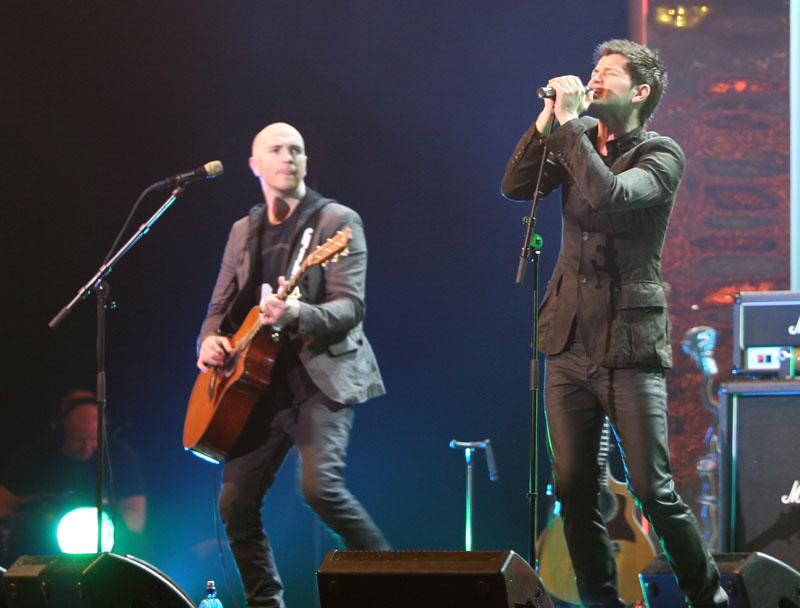
A banda se apresentando em 2008

O terceiro single, "Breakeven", foi lançado na Irlanda em 11 de Novembro de 2008 e no Reino Unido em 29 de dezembro de 2008. O single foi um sucesso instantâneo no Single Chart irlandês. Depois de entrar na tabela na posição quarenta, ele só demorou uma semana antes de entrar no top ten com a posição dez. O que deu ao The Script seu terceiro single top dez na Rússia. O single tem, até agora, passado 4 semanas no Singles Chart do Reino Unido, chegando ao número 63. O quarto single da banda "Talk You Down" foi lançado em 16 de março de 2009.
Em 9 de novembro, o The Script recebeu um prêmio no World Music Awards de "Banda irlandesa mais bem sucedida" de 2008. Em Dezembro de 2008, a banda foi confirmada para abrir pro Take That em seu show no Croke Park em 13 de junho de 2009. A banda tocou no show do Cheerio Childline na noite de abertura da arena O2 em Dublin. Eles se apresentaram entre grandes estrelas como Enrique Iglesias, Pet Shop Boys e muitas outras.
Em janeiro de 2009 foi anunciado que o The Script foi nomeado para os prêmios de Melhor Álbum e Melhor Banda Irlandesa no Meteor Ireland Music Awards 2009. O revelação dos prêmios foi em 18 de Março de 2009, The Script ganhou os dois. O lançamento americano do auto-intitulado CD do The Script foi anunciado em 17 de março de 2009 pela Syco em 8 de janeiro. A banda também foi destaque no programa da VH1's "You Oughta Know". O CD foi lançado no Brasil pela Sony BMG na segunda metade de agosto do mesmo ano.
Em 7 de abril de 2009, a banda foi confirmada para apoiar U2 em seu terceiro show no Croke Park, que aconteceu no dia 24 de agosto de 2009. Em 29 de Abril de 2009, a banda anunciou que seu próximo single seria "Before The Worst", lançado em 15 de junho de 2009 oficialmente, mas que já tinha servido no início para divulgação do trabalho deles, sendo a primeira música que eles divulgaram, disponibilizando para download. Em julho de 2009, The Script abria para Paul McCartney no primeiro dos concertos históricos no New York's Citi Field e para o U2 no Croke Park em Dublin. No Volume 1, Edição 6 da Broken Records Magazine Glen Power diz "Foi muito bom, partilhar o mesmo palco com Paul McCartney e assistir ao show dele... mas o meu favorito sempre foi Ringo Starr."
Em 2 de dezembro de 2009, o single "The Man Who Can't Be Moved" foi apresentado como um remix com uma outra canção num desfile do Victoria's Secret Fashion Show, durante o segmento Floresta Mágica. Em 19 de fevereiro de 2010, a banda ganhou o premio de Melhor Show no Meteor Ireland Music Awards 2010. Estrearam-se pela primeira vez em Portugal no dia 14 de Fevereiro de 2011 no Coliseu dos Recreios.

### 2010–11:Science & Faith
O The Script anunciou seu segundo álbum em 19 de julho de 2010. O primeiro single do disco Science & Faith foi a canção "For the First Time", foi lançado no Reino Unido em 20 de agosto de 2010. O álbum foi liberado em 13 de setembro de 2010. Nos Estados Unidos, "For the First Time" foi oficialmente lançado no iTunes em 8 de novembro de 2010, com o CD liberado em 18 de janeiro de 2011. O single foi liberado para o público americano nas rádios pela AOL Music em 29 de setembro de 2010. "For the First Time" se tornou um sucesso na Inglaterra e na Irlanda. Science & Faith também se tornou um dos discos mais vendidos de 2010. Outro single de sucesso foi a canção "Nothing", que alcançou o topo das músicas mais tocadas do ano em vários países.

### 2011-12:#3
A banda anunciou o seu terceiro trabalho, o #3, em 2 de junho de 2012. O disco foi lançado no Reino Unido em 10 de setembro de 2012 e nos Estados Unidos em 9 de outubro. O primeiro single, "Hall of Fame", foi liberado oficialmente em 23 de julho. Com este single, em 16 de dezembro, o The Script alcançou pela terceira vez o topo das paradas de sucesso no Reino Unido.

### 2014:No Sound Without Silence
Em 2014, a banda lançou seu quarto álbum de estúdio, intutulado No Sound Without Silence. O principal single do álbum, "Superheroes" foi lançado em 31 de julho de 2014 sendo o álbum lançado em 15 de setembro no Reino Unido.

## Discografia
- 2008: The Script
- 2010: Science & Faith
- 2012: #3
- 2014: No Sound Without Silence
- 2017: Freedom Child
- 2019: Sunsets & Full Moons
- 2024: Satellites